# Tarnówko (Moczadła)
Tarnówko – kolonia wsi Moczadła, położona w Polsce, w województwie kujawsko-pomorskim, w powiecie brodnickim, w gminie Brodnica.
W latach 1975–1998 miejscowość położona była w województwie toruńskim.
Do 31 stycznia 2022 Tarnówko było częścią kolonii Nowe Moczadła.